# Cretinetti si vuol suicidare
Cretinetti si vuol suicidare è un cortometraggio del 1909.

## Trama
Cretinetti si propone a una fanciulla che lo rifiuta, ma i suoi vari tentativi di suicidio sono comici quanto inutili. Finalmente muore sparandosi, ma lui è ancora molto vivo.

## Date di uscita
- Francia: febbraio 1909
- Regno Unito: marzo 1909
- USA: 22 marzo 1909
- Austria: settembre 1912
- Spagna: settembre 1912